# Yarbrough & Peoples
Gli Yarbrough & Peoples sono stati un duo musicale statunitense di genere rhythm and blues. Vengono principalmente ricordati per il loro singolo Don't Stop the Music (1980).

## Storia del gruppo
Il duo era composto da Cavin Leon Yarbrough (22 gennaio 1954 - 19 giugno 2025) e Alisa Delois Peoples (29 giugno 1957), artisti di Dallas conosciutisi quando erano bambini. Dopo aver tenuto un concerto nella loro città con il nome Grand Theft, la Gap Band, che assistette all'esibizione, permise a Yarbrough di partecipare a una delle loro tournée come corista. Venuto a conoscenza del duo di Dallas tramite la Gap Band, Lonnie Simmons, il presidente della Total Experience Records, decise di scritturarli.
Nel 1980 Yarbrough & Peoples pubblicarono l'album d'esordio The Two of Us, che raggiunse la vetta della US R&B agli inizi dell'anno successivo. Lo stesso piazzamento venne raggiunto dal singolo del 1980 Don't Stop the Music all'interno della classifica US R&B; la traccia si inserì anche nelle top 10 di Regno Unito e Paesi Bassi. Il gruppo entrò nuovamente nelle top 10 con l'album Be a Winner del 1984 e singoli quali Heartbeats del 1982, Don't Waste Your Time del 1984, Guilty del 1985 e I Wouldn't Lie del 1986.
I due membri del gruppo si sposarono nel 1987. Detenevano la società di produzione Yarbrough & Peoples Productions.

## Formazione
- Cavin Yarbrough[10] – voce
- Alisa Peoples – voce

## Discografia

### Album in studio
- 1980 – The Two of Us
- 1983 – Heartbeats
- 1984 – Be a Winner
- 1986 – Guilty

### Singoli
- 1980 – Don't Stop the Music
- 1981 – Third Degree
- 1982 – Heartbeats
- 1983 – Feels So Good
- 1984 – Don't Waste Your Time
- 1984 – Be a Winner
- 1984 – I'll Be There
- 1985 – Guilty
- 1986 – I Wouldn't Lie
- 1986 – Wrapped Around Your Finger
- 1986 – Don't Stop the Feeling